# Rạn san hô Amazon

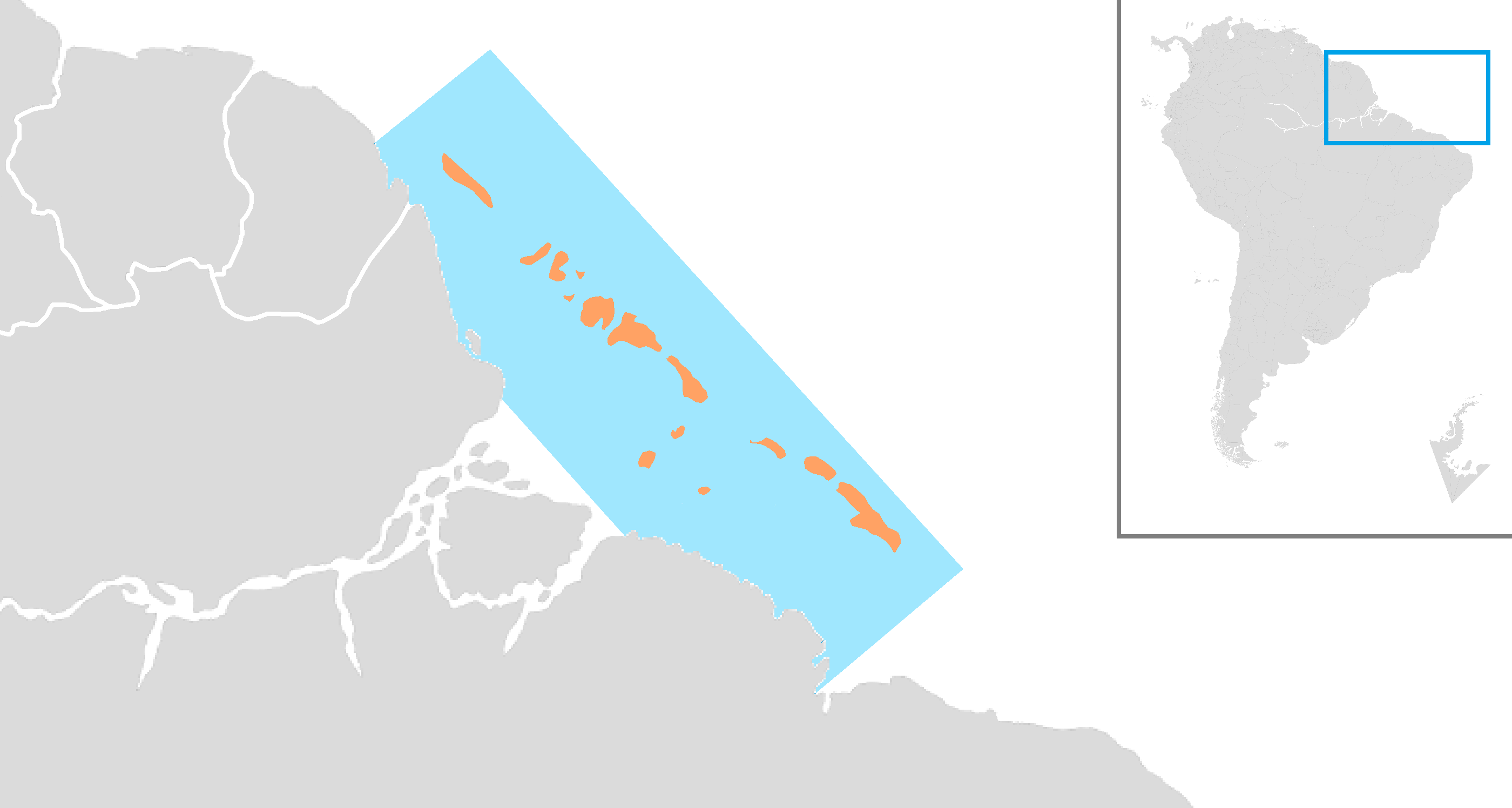
Bản đồ của rạn san hô, nằm gần Brazil, Guiana thuộc Pháp và Suriname, với màu biểu thị cấu trúc chính của rạn san hô. (ấn vào ảnh để phóng to)

Rạn san hô Amazon là một hệ thống rạn san hô và rạn san hô xốp rộng lớn, nằm ở ngoài khơi bờ biển của Guiana thuộc Pháp và miền Bắc Brazil. Nó là một trong những hệ thống rạn san hô được biết lớn nhất thế giới, các nhà khoa học ước tính chiều dài của nó ở mức trên 970 kilômét (600 dặm), và diện tích của nó là hơn 9.300 km2 (3.600 dặm vuông Anh). Người ta đã công bố phát hiện rạn san hô này vào tháng 4 năm 2016, theo một nghiên cứu hải dương học của khu vực vào năm 2012. Bằng chứng của một cấu trúc lớn gần vùng châu thổ sông Amazon ngày từ sớm nhất là vào năm 1950.

## Địa lý và sinh thái
Hệ thống san hô đã được xác định là một rạn san hô và bọt biển, các nhà khoa học ước tính kích thước của rạn san hô là 9.300 km2 trong khu vực, và chiều dài hơn 970 km, khiến cho nó một trong những hệ thống rạn san hô lớn nhất thế giới, tương đương với kích thước của đảo Síp. ước tính khác cũng hố các vùng sinh thái chung bao gồm các rạn san hô cho con số diện tích 14.480 km2. Khu vực rạn san hô kéo dài đến 120 km (75 dặm) ngoài khơi, và được ước tính nằm trong vùng biển có độ sâu từ 30 đến 120 mét. Sự tồn tại của san hô là không bình thường, do các hệ thống rạn san hô thường không tồn tại trong những cửa sông lớn như Amazon, do độ mặn thấp và nồng độ axit cao, ngoài trời mưa liên tục của các trầm tích. Trước khi phát hiện rạn san hô này, ban đầu người ta tin rằng Amazon, với chùm trầm tích phong phú của mình, đại diện cho một khoảng cách đáng kể trong phân phối rạn san hô qua Tây Đại Tây Dương, tương ứng với chấp nhận quan điểm cho rằng san hô phát triển mạnh trong vùng biển trong cùng thềm nhiệt đới.
Rạn san hô tồn tại chủ yếu sinh nhờ chiều sâu của nó, vì nó nằm bên dưới lớp nước ngọt chảy ra từ sông Amazon vào Đại Tây Dương, một nguồn nước chiếm một phần năm của các dòng chảy hàng ngày vào các đại dương của Trái Đất.